# لاله سیاه (فیلم ۱۹۲۱)
«لاله سیاه» (هلندی: De zwarte tulp) یک فیلم است که در سال ۱۹۲۱ منتشر شد.